# Лашана Лінч
Лашана Лінч (англ. Lashana Lynch; нар. 27 листопада 1987) — британська акторка.

## Походження
Народилася в Лондоні, проте її коріння родом з Ямайки.

## Кар'єра
Лінч зробила свій дебют в кіно у 2011 році в фільмі Швидкі дівчата. Пізніше вона знялася в телевізійному фільмі Бі-бі-сі 7.39. На телебаченні вона також з'явилася в фільмах Мовчазний свідок, Смерть в Раю, і був регулярний учасник короткометражної комедії Crims у 2015 році.
В 2016 році Лінч була обрана на роль головного героя, Розалін у американському драматичному серіалі Still Star-Crossed Шонди Раймс.
15 липня 2019 року британський таблоїд «Дейлі мейл» повідомив, що Лашана Лінч зіграє агента 007 у 25-му фільмі бондіани. Анонімний співрозмовник видання заявив: «Це сучасний „Бонд“, який сподобається молодому глядачеві, але при цьому в ньому буде все, що прийнято очікувати від фільмів про Бонда». Згідно з сюжетом нової частини шпигунської саги, Джеймс Бонд тимчасово перериває службу і вирушає відпочивати на Ямайку, в цей час MI6 надає номер 007 новому оперативнику, жінці. Однак колишньому і новому агентам 007 судилося зустрітися в фільмі, більше того, Бонда буде приваблювати нова шпигунка. Зазначено, що рішення про зміну культового агента 007 могло бути прийнято під впливом співавтора картини Фібі Воллер-Брідж, відомої своїми феміністичними поглядами.

## Фільмографія
| Рік  | Назва                   | Роль         |
| ---- | ----------------------- | ------------ |
| 2011 | Швидкі дівчатка         | Белль Ньюман |
| 2013 | Still Star-Crossed      | Лора         |
| 2016 | Братство                | Ашанті       |
| 2019 | Капітан Марвел          | Марія Рамбо  |
| 2021 | 007: Не час помирати    | Номі         |
| 2022 | Матильда: Мюзикл        | міс Ханні    |
| 2022 | Королева-воїн           | Ізогі        |
| 2023 | Марвели                 | Марія Рамбо  |
| 2024 | Боб Марлі: Одне кохання | Рита Марлі   |

| Рік       | Назва              | Роль            | Примітки                                                                |
| --------- | ------------------ | --------------- | ----------------------------------------------------------------------- |
| 2007      | The Bill           | Precious Miller | Епізод: «Людина Вниз»                                                   |
| 2013      | Мовчазний свідок   | Шона Бенсон     | Епізоди: «Довіра: Частина 1», «Довіра: Частина 2»                       |
| 2014      | Атлантида          | Арето           | Епізод: «Telemon»                                                       |
| 2014      | 7.39               | Керрі Райт      | Телевізійний фільм                                                      |
| 2015      | Смерть в раю       | Жасмін Лаймон   | Епізод 4.6                                                              |
| 2015      | Малиновий          | Джемма          | Головна роль                                                            |
| 2016      | Лікарі             | Ліа Геттіс      | Епізоди: «Нічні Яструби: Частина Перша», «Нічні Яструби: Частина Друга» |
| 2017      | Still Star-Crossed | Розаліна        | Головна роль                                                            |
| 2018–2021 | Куленепробивний    | Ар'яна Пайк     | 6 епізодів                                                              |
| 2024      | День Шакала        | Б'янка Пуллман  | 10 епізодів                                                             |